# 妒鼠屬
妒鼠屬（学名：Zelotomys），哺乳綱囓齒目鼠科的一屬，而與妒鼠屬（妒鼠）同科的動物尚有澳洲白尾鼠屬（澳洲白尾鼠）、鼢鼠亞科、擬林鼠屬（擬林鼠）等之數種哺乳動物。

## 下级分类
本科包括以下属：
- 妒鼠 Zelotomys hildegardeae (Thomas, 1902)
- 伍氏妒鼠 Zelotomys woosnami (Schwann, 1906)